# Hugo Loetscher

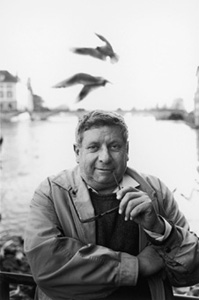
Hugo Loetscher (1993), fotografiert von Erling Mandelmann

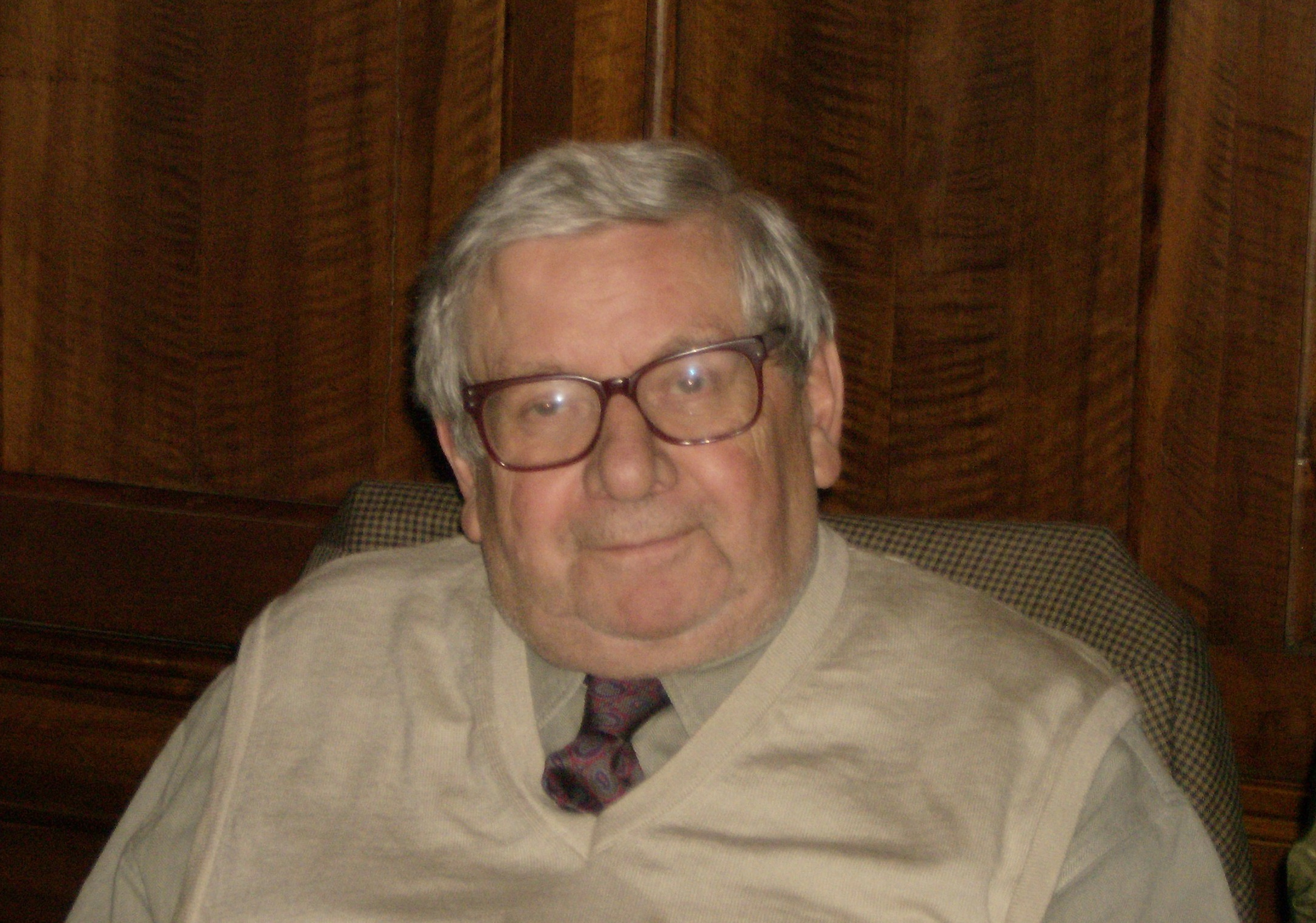
Hugo Loetscher (2006)

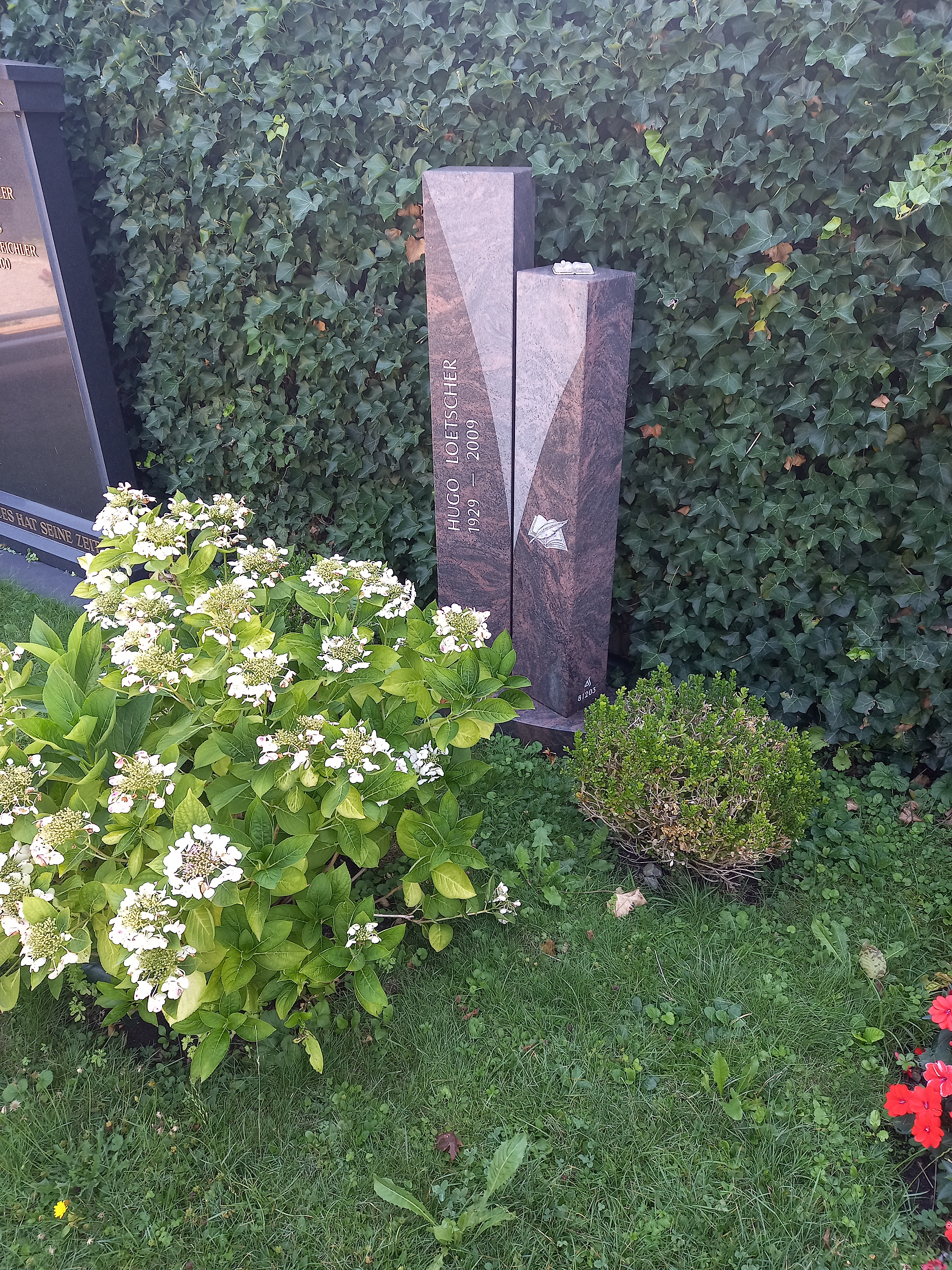
Grab von Hugo Loetscher auf dem Friedhof Sihlfeld, Zürich.

Hugo Loetscher (* 22. Dezember 1929 in Zürich; † 18. August 2009 ebenda; heimatberechtigt in Escholzmatt) war ein Schweizer Schriftsteller, Redaktor und Journalist.

## Leben
Hugo Loetscher wuchs in Zürich auf. Nach der Matura studierte er an der Universität Zürich und an der Pariser Sorbonne Philosophie, Soziologie und Literaturwissenschaft. 1956 promovierte er mit der Arbeit Die politische Philosophie in Frankreich nach 1945 in Zürich zum Doktor der Philosophie.
Anschliessend war er Literaturkritiker bei der Neuen Zürcher Zeitung und der Weltwoche. Von 1958 bis 1962 gehörte er der Redaktion der Monatszeitschrift du an, von 1964 bis 1969 war er Mitglied der Feuilletonredaktion der Weltwoche. Bis zu seinem Tod am 18. August 2009 arbeitete er als freier Schriftsteller. Er publizierte regelmässig in kleineren unabhängigen Zeitschriften wie den Schweizer Monatsheften.
Seit den 60er-Jahren unternahm Loetscher ausgedehnte Reisen nach Südeuropa und später nach Südostasien; regelmässig hielt er sich in Lateinamerika – vor allem in Brasilien – auf. Hinzu kamen seit den 80er-Jahren verschiedene Gast- und Poetikdozenturen, so 1979/80 an der University of Southern California in Los Angeles, 1981 an der Universität Freiburg, 1981/82 an der City University of New York, 1988 an der Universität München und 2008 an der Fremdsprachenuniversität Shanghai und der University of California, Berkeley. Nach Manuel Gasser, Nicolas Bouvier und Charles-Henri Favrod war Hugo Loetscher von 1987 bis 1992 der vierte Präsident der Stiftung für die Photographie.
Hugo Loetscher, Friedrich Dürrenmatt und Varlin waren gute Freunde und in enger Kollaboration miteinander (Varlin malte die beiden auch). Loetscher gab später Varlins erste Monographie heraus.
Hugo Loetscher starb am 18. August 2009 nach einer schweren Herzoperation in Zürich und wurde in einem Ehrengrab auf dem Friedhof Sihlfeld (Nr. FG 81203) beigesetzt.

## Literarisches Schaffen
Hugo Loetscher trat zuerst mit einem Drama hervor: Am 22. September 1960 wurde am Schauspielhaus Zürich sein «Stück in 26 Bildern» mit dem Titel Schichtwechsel uraufgeführt. Im selben Jahr hatte er in der Kulturzeitschrift du eine achtseitige Literaturbeilage mit dem Titel Das Wort begründet, für die er erste eigene Essays schrieb. 1963 erschien sein Romanerstling Abwässer, im Untertitel nicht als Roman, sondern als «ein Gutachten» bezeichnet.
Loetschers Werke – nebst seinem Drama und einem Gedichtband ausschliesslich Prosawerke – basieren häufig auf seinen Reiseerfahrungen, beziehen aber auch autobiographische Elemente mit ein. Er war zudem als Herausgeber auf den verschiedensten Gebieten (etwa der Fotografie) sowie als Übersetzer tätig. Loetscher war Mitglied des Schweizerischen Schriftstellerverbandes, dessen Präsident er von 1986 bis 1989 war, und korrespondierendes Mitglied der Deutschen Akademie für Sprache und Dichtung in Darmstadt.
Hugo Loetschers Archiv befindet sich im Schweizerischen Literaturarchiv in Bern. Sein Werk wird vom Diogenes Verlag betreut. Sein letztes Werk War meine Zeit meine Zeit erschien am 21. August 2009, drei Tage nach seinem Tod.

## Dürrenmatt-Affäre
Nach Dürrenmatts Tod wurde Loetscher von dessen Witwe Charlotte Kerr verklagt. Loetscher hatte einen Text über die Abdankung des berühmten Dichters verfasst und 13 Jahre nach dessen Tod veröffentlicht (in dem Buch Lesen statt Klettern von 2003), durch den Kerr ihre Persönlichkeitsrechte verletzt sah. Sie kritisierte beschriebene Details wie die Hände des aufgebahrten Toten oder ein Stephen-King-Buch auf dessen Nachttisch oder die Behauptung, sie habe in der Kirche gestützt werden müssen. Loetscher erinnere sich falsch: Dürrenmatt sei Atheist gewesen und habe als solcher nicht die Hände gefaltet; ausserdem habe sie sich nie im Leben stützen lassen. Loetscher wusste zu berichten, es habe eine Zeichnung des Toten gegeben, auf der die Hände gefaltet gewesen seien. Kerr habe darum gebeten – und sie verbrannt. Loetscher betonte, er sei viele Jahre Dürrenmatts Freund gewesen. «Nicht die letzten sieben Jahre», entgegnete die Witwe. Fotos bewiesen allerdings anderes. Die Klage Kerrs wurde 2005 von einem Berliner Gericht abgewiesen. «Frau Kerr entspricht für mich dem Klischee der Witwe, die alles für sich okkupieren möchte», kommentierte Hugo Loetscher dazu in einem Spiegel-Interview im April 2005.

## Auszeichnungen und Ehrungen
- 1964: Charles-Veillon-Preis
- 1966: Conrad-Ferdinand-Meyer-Preis
- 1972: Literaturpreis der Stadt Zürich
- 1983: Wolfgang-Amadeus-Mozart-Preis der Goethe-Stiftung
- 1985: Schillerpreis der Zürcher Kantonalbank
- 1992: Grosser Schillerpreis der Schweizerischen Schillerstiftung
- 1994: Cruzeiro do Sul für seine Verdienste um die brasilianische Kultur
- 2004: Ehrenbürgerrecht der Heimatgemeinde Escholzmatt[4]

## Werke
- Abwässer. Ein Gutachten. Roman. Arche, Zürich 1963.
- Die Kranzflechterin. Roman. Arche, Zürich 1964.
- Noah. Roman einer Konjunktur. Arche, Zürich 1967 (wieder 1984, ISBN 3-257-21206-2).
- Zehn Jahre Fidel Castro. Reportage und Analyse. Arche, Zürich 1969.
- Der Immune. Roman. Luchterhand, Darmstadt 1975, ISBN 3-472-86391-9.
- Die Entdeckung der Schweiz und anderes. Gute Schriften, Zürich 1976, ISBN 3-7185-1415-X (GS 415).
- Kulinaritäten. Ein Briefwechsel über die Kunst und die Kultur der Küche. Benteli, Bern 1976, ISBN 3-7165-0081-X (mit Alice Vollenweider).
- Wunderwelt. Eine brasilianische Begegnung. Luchterhand, Darmstadt 1979, ISBN 3-472-86475-3 (auch als Hörspiel, siehe Weblinks).
- Herbst in der Großen Orange. Diogenes, Zürich 1982, ISBN 3-257-01627-1.
- Tamara S. Evans (Hrsg.): How many languages does man need? CUNY, New York 1982 (Pro Helvetia Swiss lectureship).
- Der Waschküchenschlüssel und andere Helvetica. Diogenes, Zürich 1983, ISBN 3-257-01637-9.
  - Neue, erweiterte Ausgabe als: Der Waschküchenschlüssel oder Was – wenn Gott Schweizer wäre. Diogenes, Zürich 1998, ISBN 3-257-21633-5 (detebe 21633).
- Georg Sütterlin (Hrsg.): Das Hugo-Loetscher-Lesebuch. Diogenes, Zürich 1984, ISBN 3-257-21207-0 (detebe 21207).
- Die Papiere des Immunen. Roman. Diogenes, Zürich 1986, ISBN 3-257-01693-X.
- Vom Erzählen erzählen. Münchner Poetikvorlesungen. Mit einer Einführung von Wolfgang Frühwald. 1. Auflage. Diogenes, Zürich 1988, ISBN 3-257-01773-1 (erw. Neuausgabe ebd. 1999, ISBN 3-257-06213-3).
- Die Fliege und die Suppe und 33 andere Tiere in 33 anderen Situationen. Diogenes, Zürich 1989, ISBN 3-257-01810-X.
- Der predigende Hahn. Das literarisch-moralische Nutztier. Diogenes, Zürich 1992, ISBN 3-257-01928-9.
- Saison. Roman. Diogenes, Zürich 1995, ISBN 3-257-06064-5.
- Die Augen des Mandarin. Roman. Diogenes, Zürich 1999, ISBN 3-257-06212-5.
- Äs tischört und plutschins. Über das Unreine in der Sprache – eine helvetische Situierung. Vontobel-Stiftung, Zürich 2000 (mit Illustrationen von Caspar Frei). Übersetzung ins Franz.: Une panosse pour poutzer. Essai sur l'impureté linguistique – une perspective suisse, Montréal 2015.
- Durchs Bild zur Welt gekommen. Reportagen und Aufsätze zur Fotografie. Mit Jeroen Dewulf und Peter Pfrunder. Scheidegger & Spiess, Zürich 2001, ISBN 3-85881-133-5.
- Der Buckel. Geschichten. Diogenes, Zürich 2002, ISBN 3-257-06305-9.
- Lesen statt klettern. Aufsätze zur literarischen Schweiz. Diogenes, Zürich 2003, ISBN 3-257-06353-9.
- Es war einmal die Welt. Gedichte. Diogenes, Zürich 2004, ISBN 3-257-06449-7.
- War meine Zeit meine Zeit. Diogenes, Zürich 2009, ISBN 978-3-257-06716-3.
- Das Entdecken erfinden. Diogenes, Zürich 2016, ISBN 978-3-257-06956-3.
- So wenig Buchstaben und so viel Welt. Reise-Essays und Reportagen. Hrsg. und mit einem Nachwort von Jeroen Dewulf und Peter Erismann. Diogenes, Zürich 2024, ISBN 978-3-257-07276-1.

### Herausgeberschaft
- C. E. Jeanneret: Von der Poesie des Bauens. Auswahl, Übers. Hugo Loetscher. In: Sammlung Horizont. Arche, Zürich 1957.
- Manuel Gasser: Welt vor Augen. Reisen und Menschen. Arche, Zürich 1964.
- António Vieira: Die Predigt des Heiligen Antonius an die Fische. Arche, Zürich 1966 (Originaltitel: Sermão de Santo Antonio aos peixões. Übersetzt von Georges Günter).
- Varlin: Der Maler und sein Werk. Varlin, Texte von Varlin. Arche, Zürich 1969.
- Daniel Bodmer, Sylvia Staub, Heinz Wolfensberger: Zürich. Aspekte eines Kantons. Zürich 1972.
- Hugo Loetscher (Redaktion), D. Q. Stephenson (englisch), Gerda Bouvier (Version française): Photographie in der Schweiz von 1840 bis heute / Photographie en Suisse de 1840 à aujourd'hui / Photography in Switzerland 1940 to today /. Hrsg.: Stiftung für die Photographie Schweiz / Fondation pour la Photographie / Foundation for Photography. Niggli / Hatje, Teufen / Stuttgart 1974 (deutsch, englisch, französisch).
  - erw. Neuausg.: Benteli, Bern 1992
- Adrien Turel: Bilanz eines erfolglosen Lebens. Frauenfeld 1976.
- mit Friedrich Dürrenmatt, Max Frisch, Jürg Federspiel, Manuel Gasser, Ludmila Vachtova,: Varlin. Edition Scheidegger im Verlag Huber, 1978, ISBN 3-7193-0618-6.
- Hans Falk: Circus zum Thema. Zürich 1981 (mit Fritz Billeter).

### Weitere Übersetzungen
- Ayi Kwei Armah: Die Schönen sind noch nicht geboren. Olten 1971, ISBN 3-530-02350-7 (Originaltitel: The Beautiful Ones Are Not Yet born.).
- José Guadalupe Posada: Posada. Hrsg.: Anton Friedrich. Diogenes, Zürich 1979, ISBN 3-257-26007-5.
- Walter Sorell: Europas kleiner Riese. München 1972 (mit Franz Z. Küttel).